# Mathias Soiron

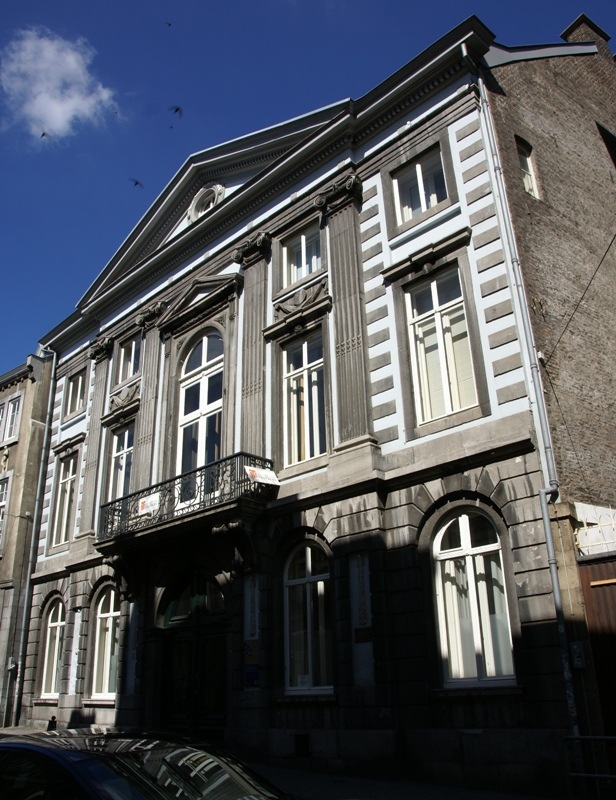
Huis Soiron, Grote Gracht, Maastricht

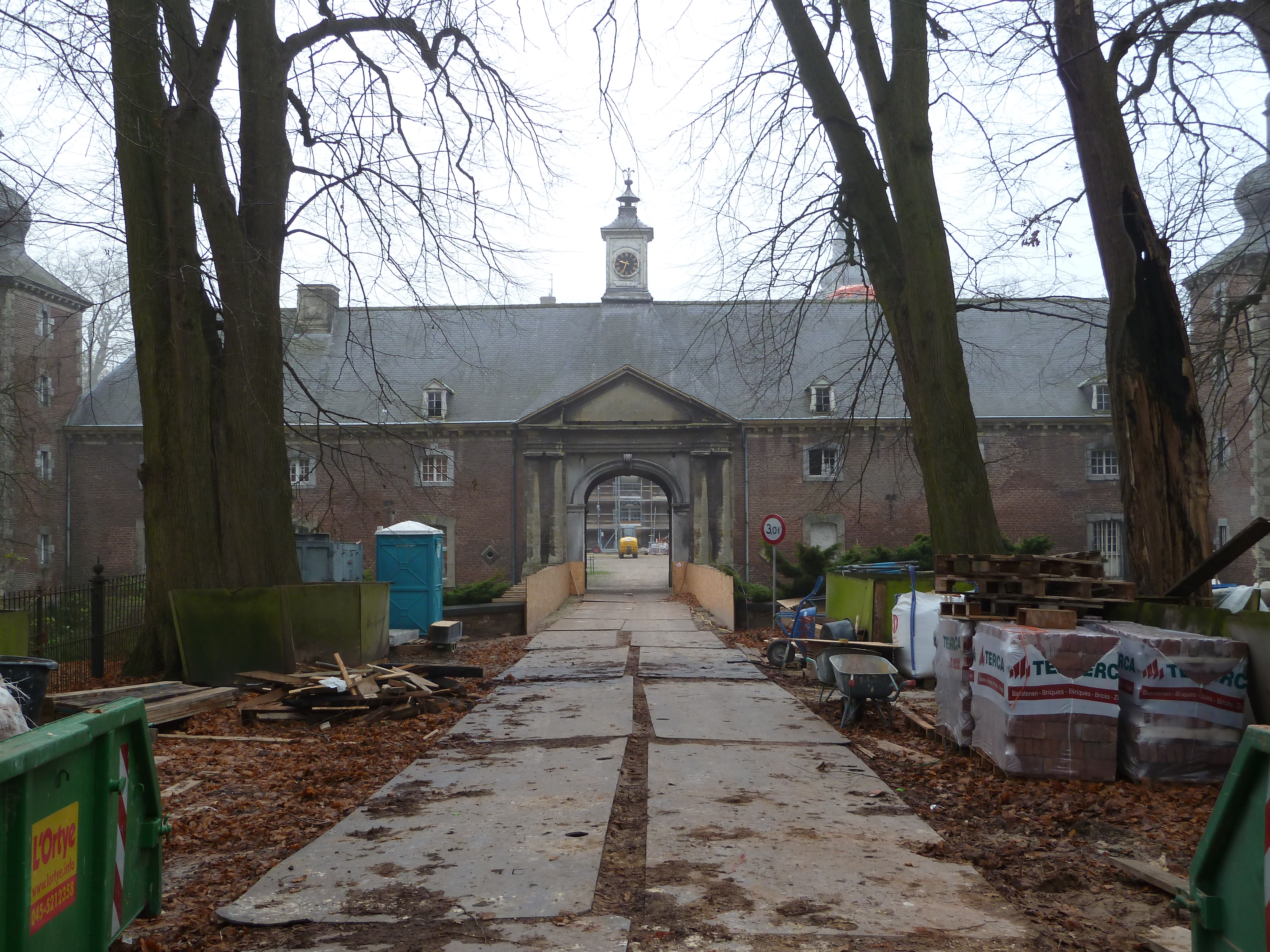
Voorburcht kasteel Neubourg, Gulpen

Mathias Soiron (Maastricht, 29 januari 1748 – aldaar, 1 april 1834) was een Nederlands architect, tuinarchitect, decorateur en meubelontwerper. Soiron was rond 1800 een veelgevraagd architect en ontwerper in Maastricht en omgeving en samen met de eveneens in Maastricht woonachtige Zwitsers-Italiaanse stucwerker Petrus Nicolaas Gagini, de Akense bouwmeester Jakob Couven en de Luikse architecten Ghislain-Joseph Henry en Joseph Duckers, behoorde hij tot de belangrijkste vertegenwoordigers van de laat-18e-eeuwse barokarchitectuur in het prinsbisdom Luik en het vroeg-19e-eeuwse neoclassicisme in de stedendriehoek Luik-Aken-Maastricht. Bij zijn interieur- en meubelontwerpen werd Soiron vooral geïnspireerd door de in zijn tijd populaire Lodewijk XVI-stijl.

## Biografische schets
Mathias Soiron was een telg uit een geslacht van bouwmeesters, steenhouwers, meestertimmerlieden en schrijnwerkers, dat in de 18e eeuw actief was in Luik, Maastricht, Hasselt en Venlo. Mathias was de zoon van de architect Matheius Soiron, die samen met zijn broer François Soiron het imposante Schloss Wickrath nabij Mönchengladbach bouwde. Mathias ontving waarschijnlijk een deel van zijn opleiding tijdens de bouw van dit kasteel, van 1746 tot 1772. Enkele tekeningen van Mathias van kasteel Wickrath zijn bewaard gebleven. Zijn jongere broer Joannes Ludovicus (Jean Louis) werd bouwmeester in Venlo. Twee andere broers, Andreas en Wilhelmus (André en Guillaume), werden kanunnik bij het Sint-Servaaskapittel, een eervolle en lucratieve positie in die tijd.
In zijn jonge jaren volgde Mathias Soiron tekenlessen bij de kunstschilder en tekenaar Johannes Bijlevelt (geboren 1728). Het is niet bekend wanneer precies Mathias stadsbouwmeester werd in Maastricht. Een van de opdrachten die hij als stadsbouwmeester kreeg, was in 1788 de verbouwing van de leegstaande Jezuïetenkerk tot schouwburg, de huidige Bonbonnière. Een jaar eerder maakte hij het ontwerp voor het militaire wachthuis aan de Graanmarkt, naast de Onze Lieve Vrouwe Basiliek. Een ander belangrijk gebouw van zijn hand is het voormalige kanunnikenhuis aan de Grote Gracht, dat hij bouwde voor zijn broers Andreas en Wilhelmus. Tegenwoordig staat dit gebouw bekend als het Huis Soiron en wordt het gebruikt door de Faculteit Cultuurwetenschappen van de Universiteit Maastricht.
Als aannemer leverde Soiron, evenals zijn vader en oom, regelmatig bijdragen aan het onderhouden en uitbreiden van de vestingwerken van Maastricht. Ook leidde hij in 1811-1812 de verbouwing van de Sint-Servaaskerk tot parochiekerk, waarbij met name de verlaging van het priesterkoor (en de daarmee samenhangende sloop van de middeleeuwse vierings- en kleine crypte) later betreurd werd en vervolgens, nog voor het einde van de 19e eeuw, door Pierre Cuypers deels hersteld werd. Verder ontwierp hij een aantal kerken, onder andere de Sint-Martinuskerk in Itteren, de Sint-Jan de Doperkerk in Mechelen, de Sint-Medarduskerk (met pastorie) in het Belgische Vreren en (postuum) de Sint-Laurentiuskerk in Bemelen.
Bij zijn interieurontwerpen werkte Soiron vaak samen met de Zwitsers-Italiaanse stucwerker Petrus Nicolaas Gagini. Verder ontwierp hij meubels voor diverse huizen, waaronder commodes, schrijftafels, speeltafels, secretaires, stoelen, staande klokken en hemelbedden. Soiron ontwierp zelf meubels, maar tekende ook meubels van andere ontwerpers na. Tevens maakte hij verschillende ontwerpen voor tuinen en parken met alles wat daarin thuishoorde, zoals prieeltjes, hekwerken, beelden, sokkels, vazen en tuinmeubilair. Opvallend is de verschuiving van Soiron's voorkeur (of die van zijn opdrachtgevers) rond 1800 van de formele Franse tuin naar de Engelse landschapstuin.
Van Soiron zijn een twaalftal tekenalbums bewaard gebleven die zich in het Regionaal Historisch Centrum Limburg bevinden. Deze geven een overzicht van zijn ontwerpen voor verschillende historische huizen in Maastricht. Van de 26 'folianten' die Soiron aan het eind van zijn leven liet inbinden, waren er 14 gewijd aan de meubelkunst.
Soiron was gehuwd met Sophia Elisabeth L'Herminotte, een telg uit een geslacht van bekende zilversmeden. Op latere leeftijd bewoonden de Soirons het landgoed Sint Antoniusbank in Bemelen, dat Sophia van haar vader Gerard L'Herminotte geërfd had. Het echtpaar Soiron is begraven tegen de westelijke muur van de kerk van Bemelen, waar zoon François pastoor was. Het graf heeft een zerk waarop een kruis staat, geflankeerd door een doodshoofd met beenderen en een zandloper.
In de Maastrichtse buurt Caberg is sinds 1951 een straat naar hem vernoemd: de Mathias Soironstraat. Het Museum aan het Vrijthof heeft het museumcafé naar hem vernoemd.

## Selectie van werken

### Kerken
- 1779: St.-Medarduskerk (en pastorie), Vreren
- 1784: St.-Martinuskerk, Itteren
- 1786: Oude kerk van Heer (gedeeltelijk bewaard)
- 1810: St.-Jan-de-Doperkerk in Mechelen – verhoging schip
- 1826: Koor oude kerk van Berg en Terblijt (in 1955 gesloopt)

Postuum:
- 1843-44: St.-Rozakerk te Sibbe (toeschrijving; alleen het schip nog intact)
- 1845: St.-Laurentiuskerk in Bemelen (toeschrijving[5])

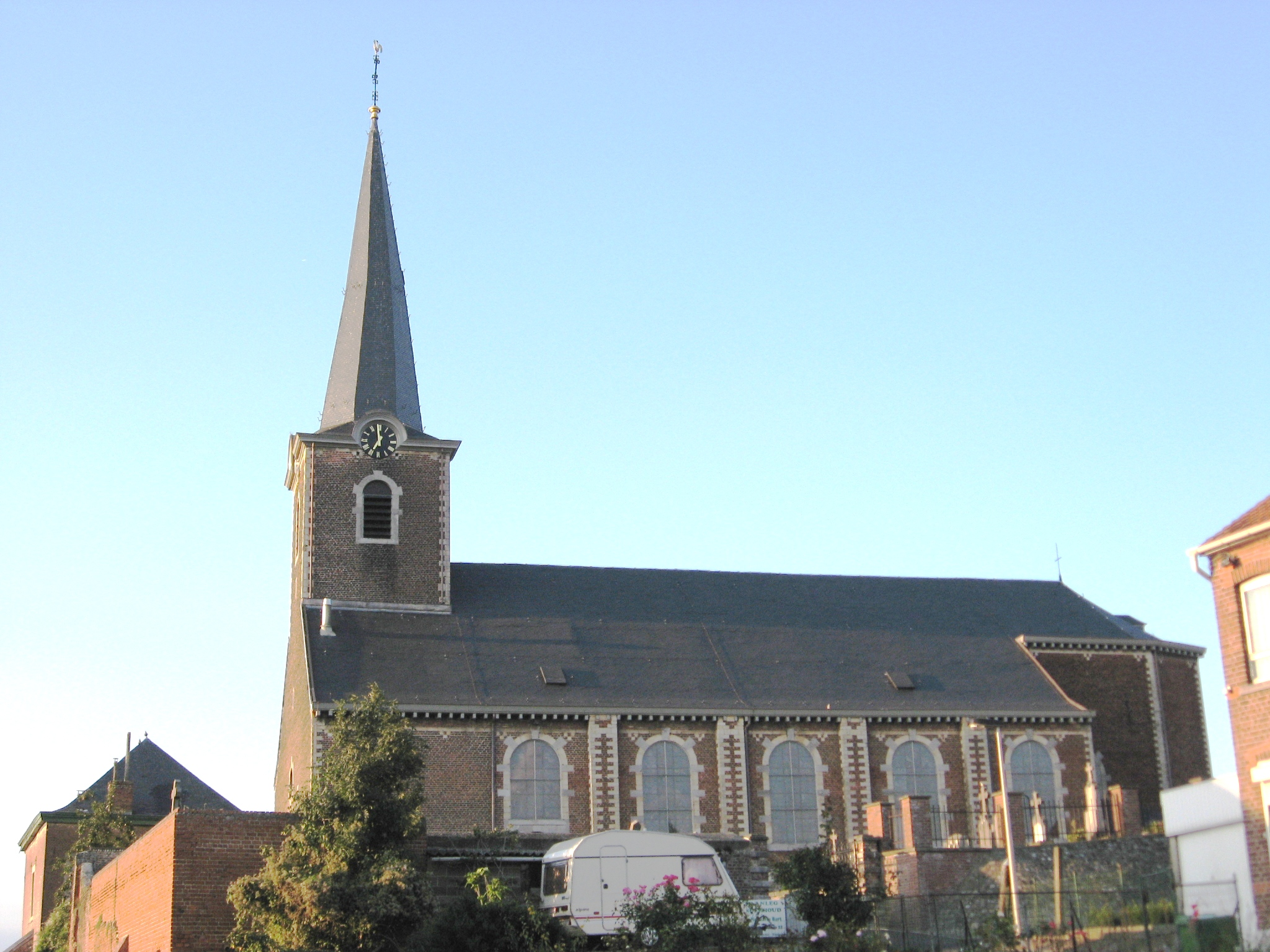
St.-Medarduskerk, Vreren
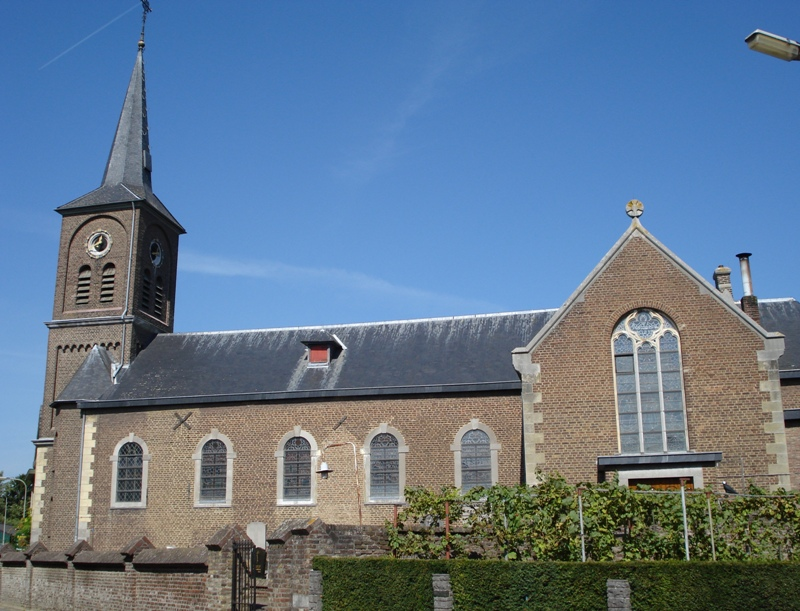
St.-Martinuskerk, Itteren
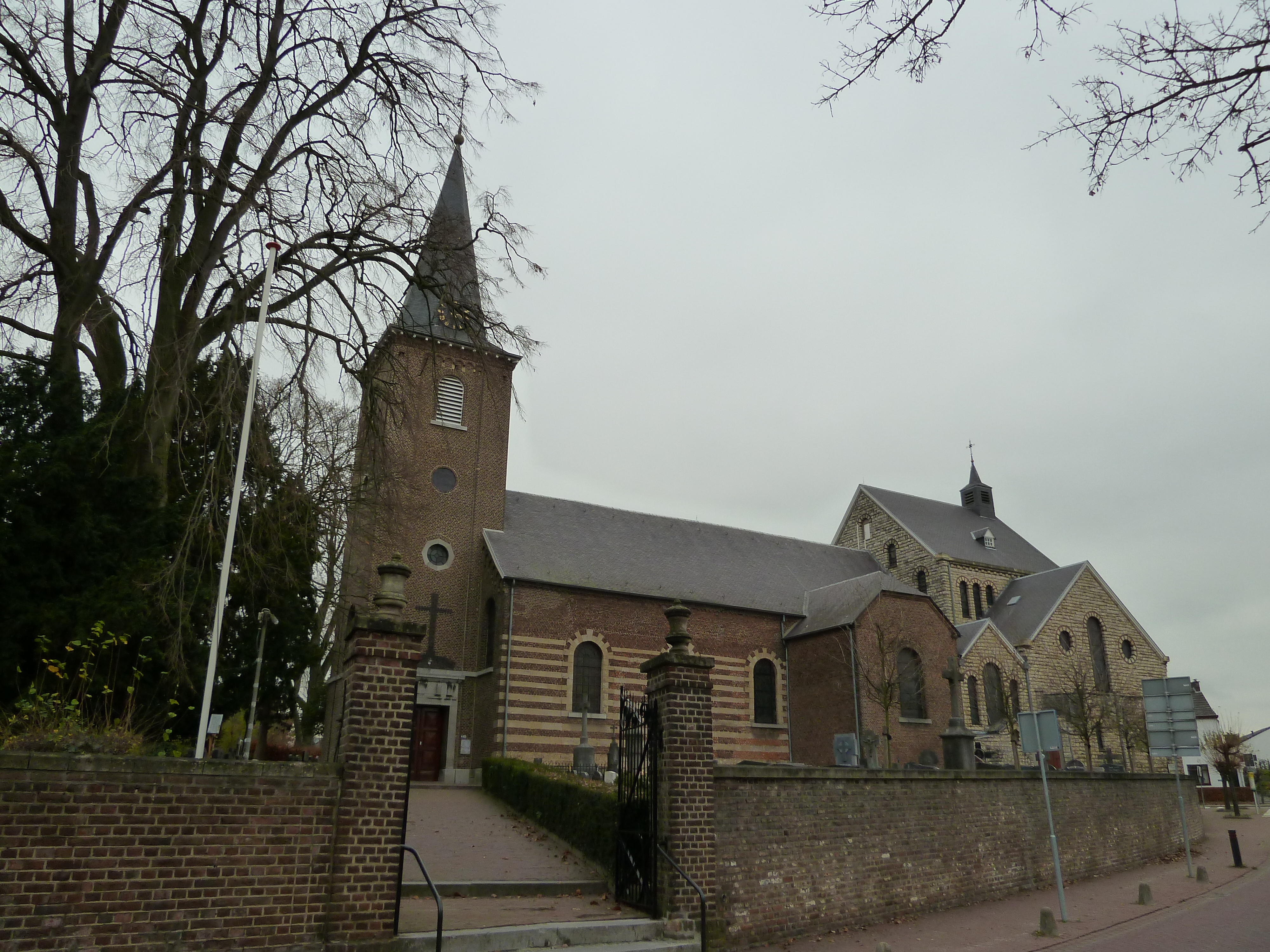
St.-Jan-de-Doperkerk, Mechelen
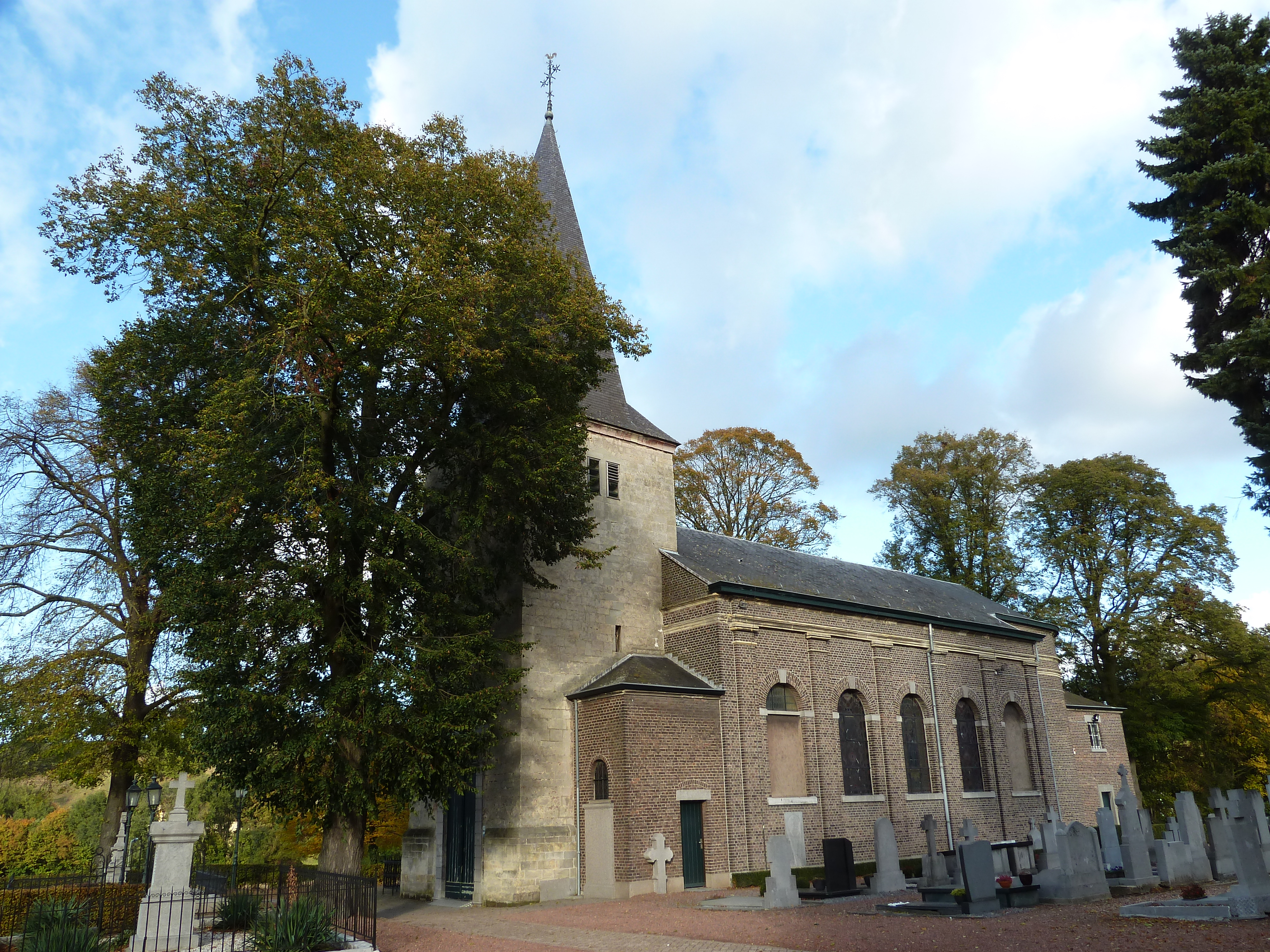
St.-Laurentiuskerk, Bemelen

### Woongebouwen
- 1779: Pastorieën Slenaken en Vreren
- 1783: Pastorie Zutendaal
- 1785: Kasteel Borgharen - voorgevel in neoclassicistisch uiterlijk en diverse kamers in het kasteel alsook de tuin , en de poorten.
- 1785 Huis Soiron, Grote gracht 80, Maastricht (woonhuis gebroeders Soiron)
- 1793: Wiegershof, Borgharen
- ca. 1800: Kasteel Neubourg in Gulpen – poort voorburcht met pilasters en fronton
- 1801: Withuishof, Scharn – vernieuwing woongedeelte in neoclassicistische stijl
- ca. 1810: Herenhuis Markt 19 te Maastricht – voorgevel en interieur
- 1813: Hoeve Lanterne in Wahlwiller
- Huis Boschstraat 60, Maastricht (woonhuis Mathias Soiron)

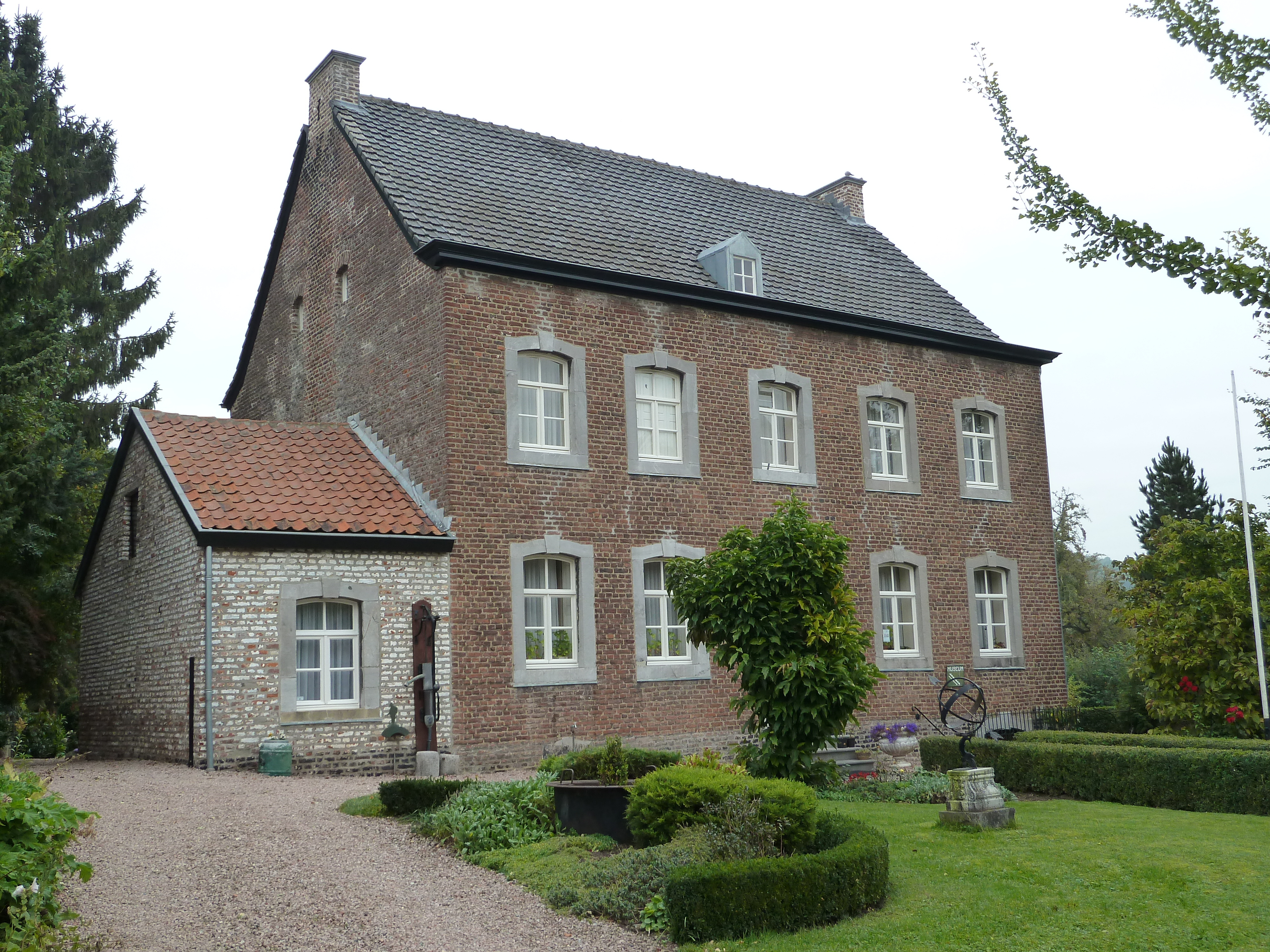
Pastorie, Slenaken
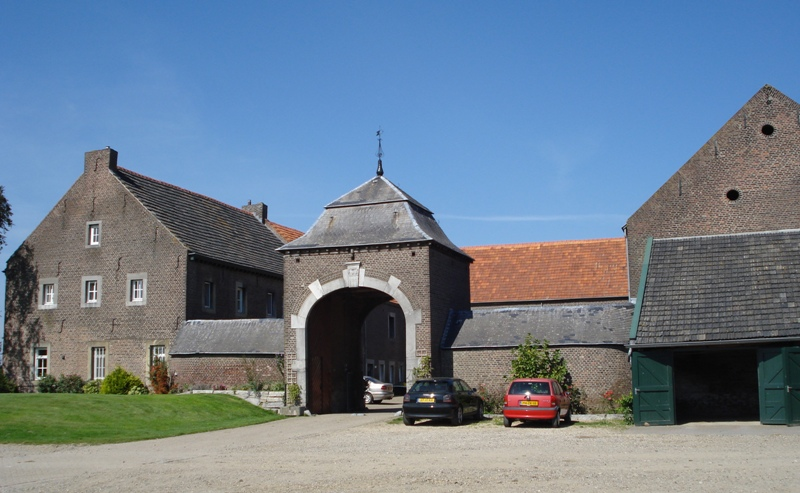
Wiegershof, Itteren
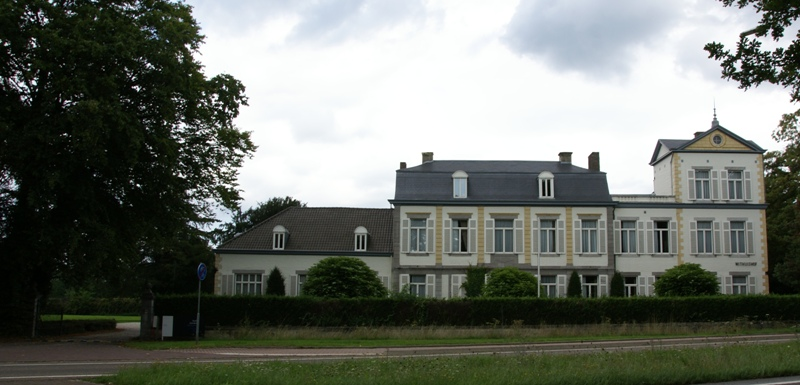
Withuishof, Amby
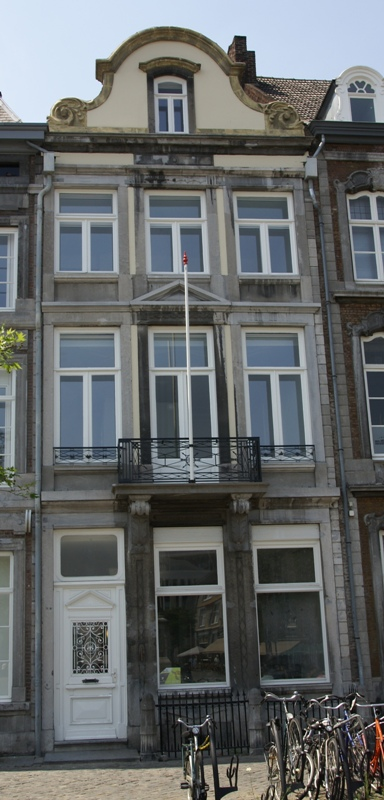
Markt 19, Maastricht

### Overige bouwwerken
- 1777: Voormalig gouvernementsgebouw, Bouillonstraat, Maastricht – verdieping toegevoegd (afgebroken)
- 1784: Triomfboof voor primus Gilissen (niet uitgevoerd?)
- 1787: Graanmarkt 4, Maastricht – wachthuis bij de voormalige O.L. Vrouwepoort
- 1788-89: Jezuïetenkerk (Bonbonnière) in Maastricht – verbouwing tot schouwburg
- 1821: Verbouwing klooster Calvariënberg te Maastricht tot ziekenhuis

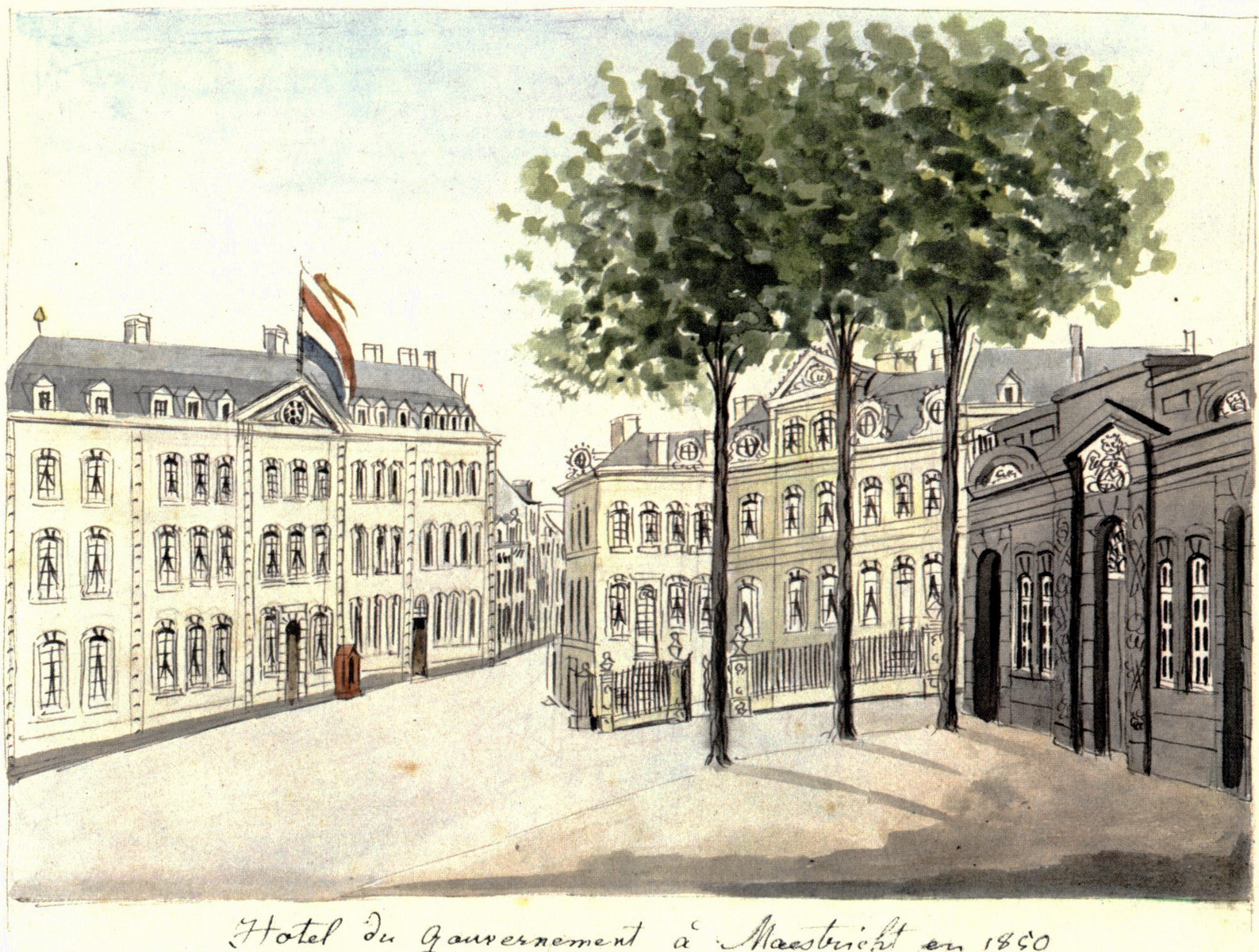
Vm. Gouvernement, Maastricht
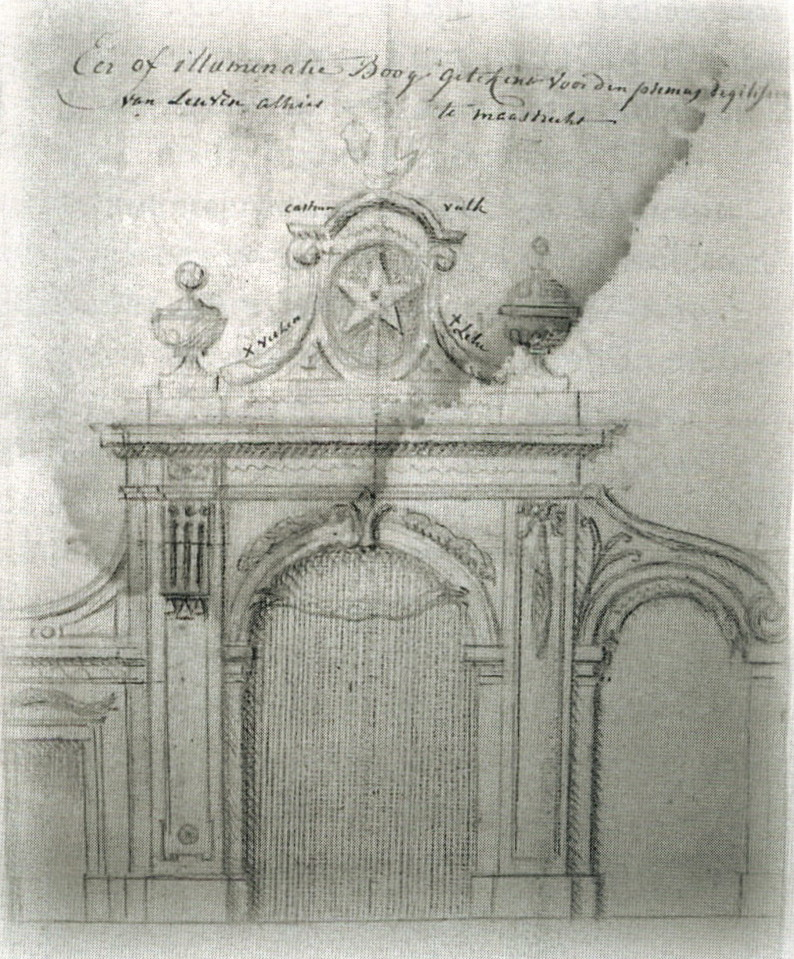
Triomfboog (ontwerp)
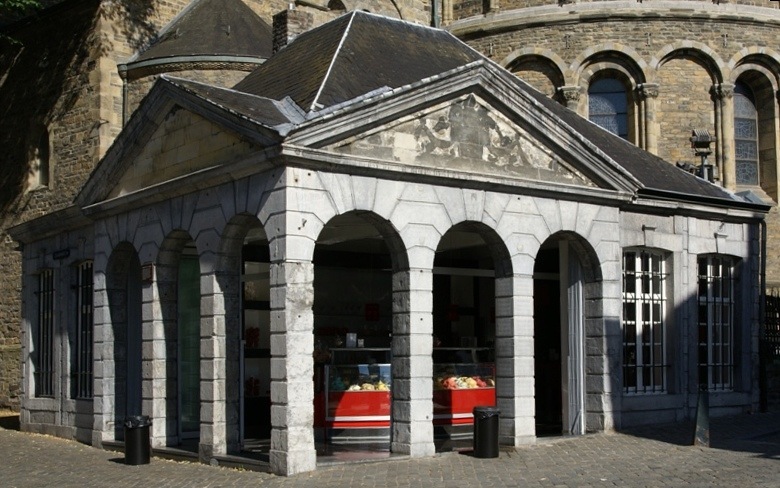
Militair wachthuis, Maastricht
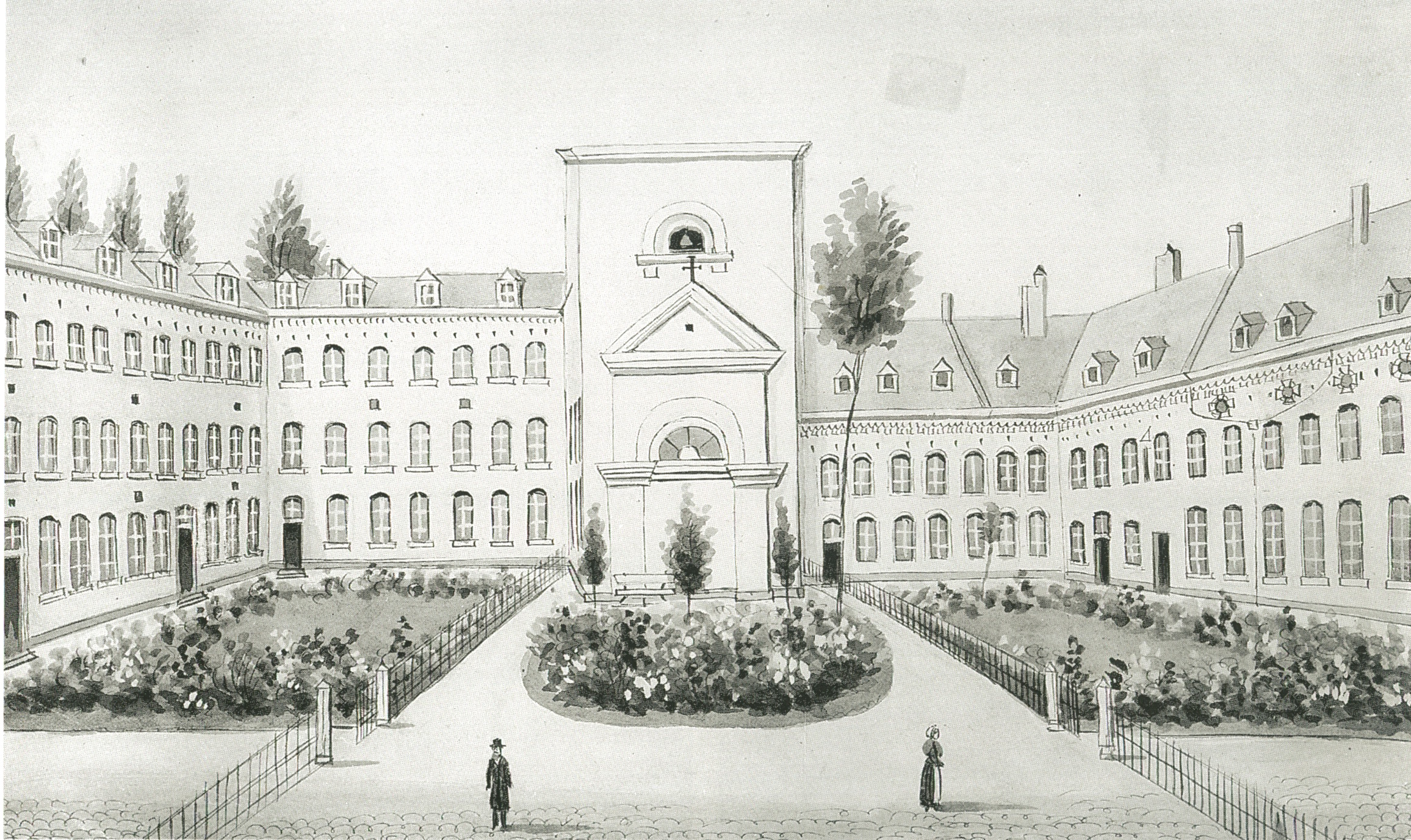
Gesticht Calvariënberg, Maastricht

### Interieurontwerp, meubels
- ca. 1775-1800: Kasteel Borgharen
- 1781: Château St. Gerlach, Houthem - interieur
- eind 18e eeuw: altaarretabel Mariakapel (tussen Itteren en Borgharen)
- ca. 1800: Preekstoel St.-Augustinuskerk in Elsloo – oorspronkelijk St.-Servaaskerk, Maastricht
- ca. 1800: Biechtstoel St.-Laurentiuskerk in Bemelen
- begin 19e eeuw: Interieur Kasteel Meerssenhoven, Itteren (met Gagini?)
- begin 19e eeuw: Interieur hoeve Rustenburg in Bunde
- 1803: Interieur Kasteel Wolfrath in Holtum (met Gagini?)[6]
- Spaans Gouvernement en Papenstraat 2 te Maastricht – schouwen, trap

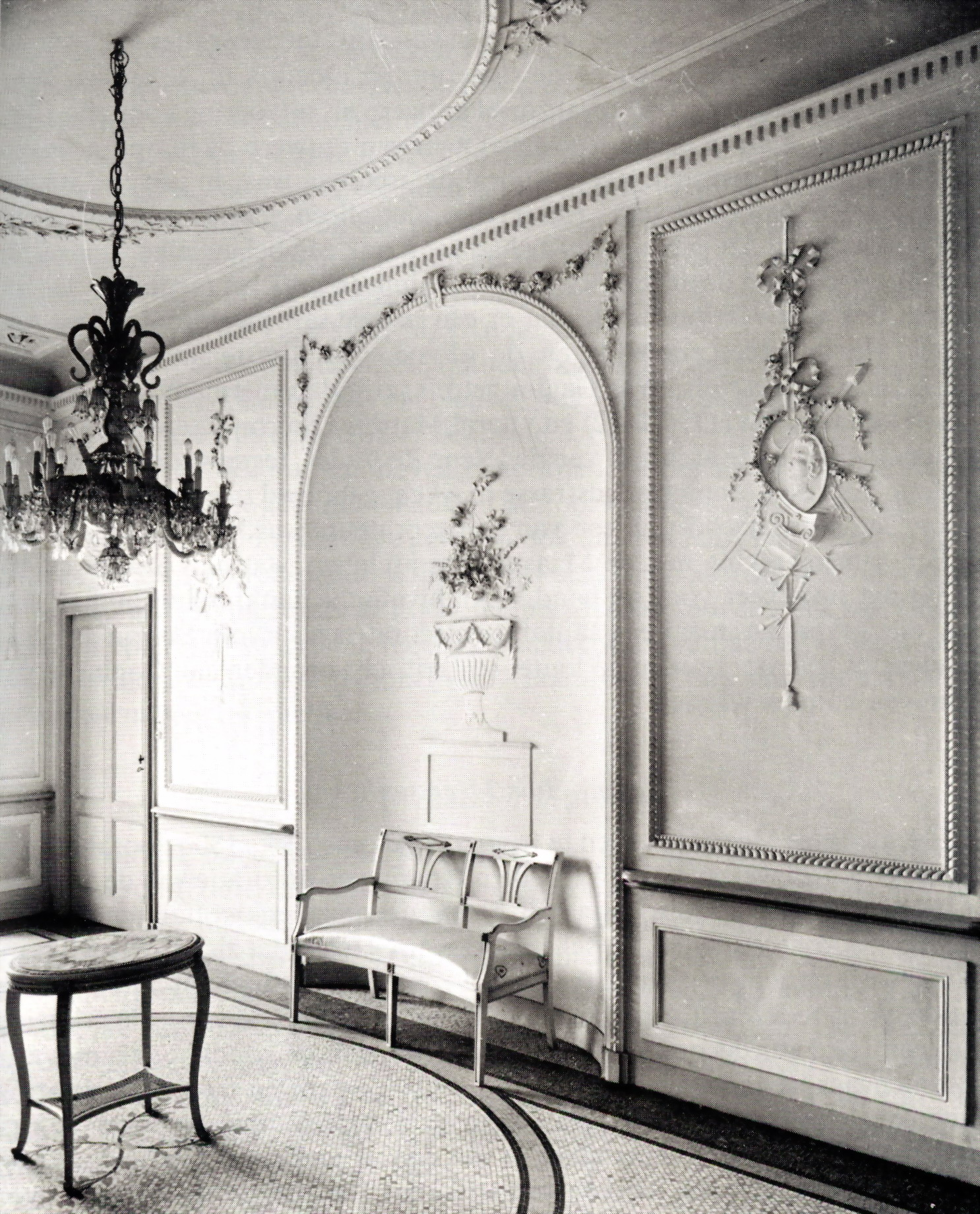
Kasteel Meerssenhoven, vestibule
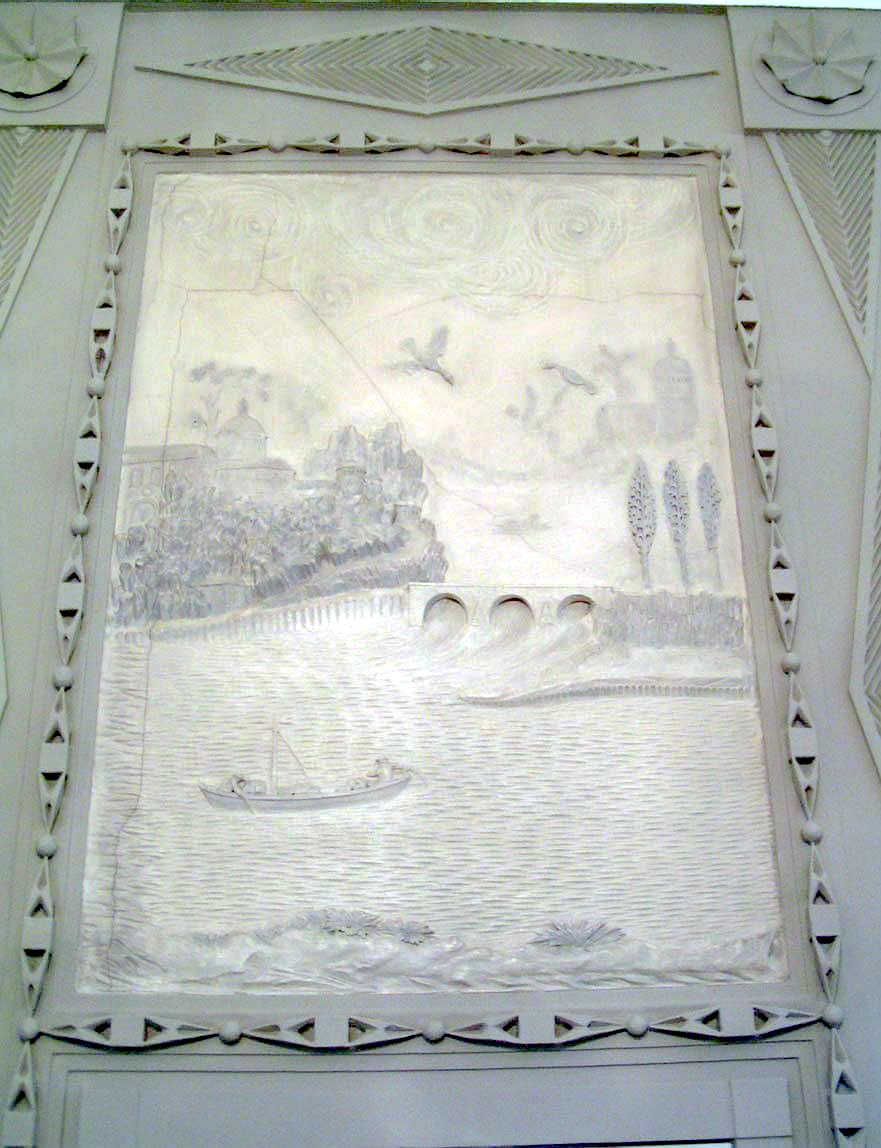
Detail interieur Kasteel Wolfrath
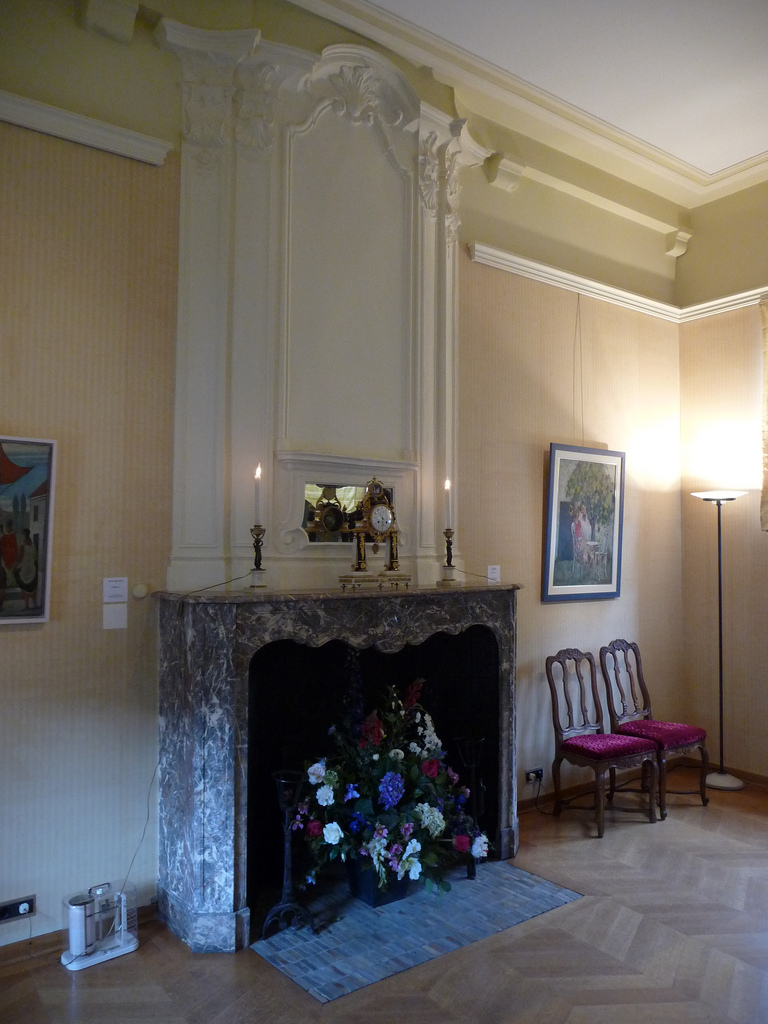
Spaans Gouvernement, Maastricht
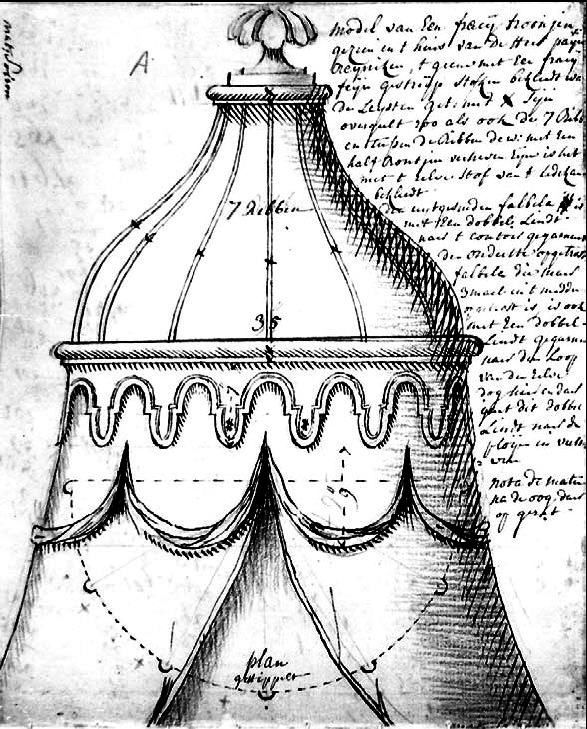
Ontwerp hemelbedbekroning

### Tuinen
- 1776: Kasteel Borgharen – hekwerk voorplein
- 1785(?): Franse tuin voor mw. Vandermaessen, Capucijnenstraat, Maastricht
- 1801 of later: Engelse tuin voor dhr. Nijpels, Nieuwe Biesen, Maastricht
- 1806: Engelse tuin voor dhr. Schrammen, Capucijnenstraat, Maastricht
- 1810: Kasteel Wijlre - tuin in landschapsstijl

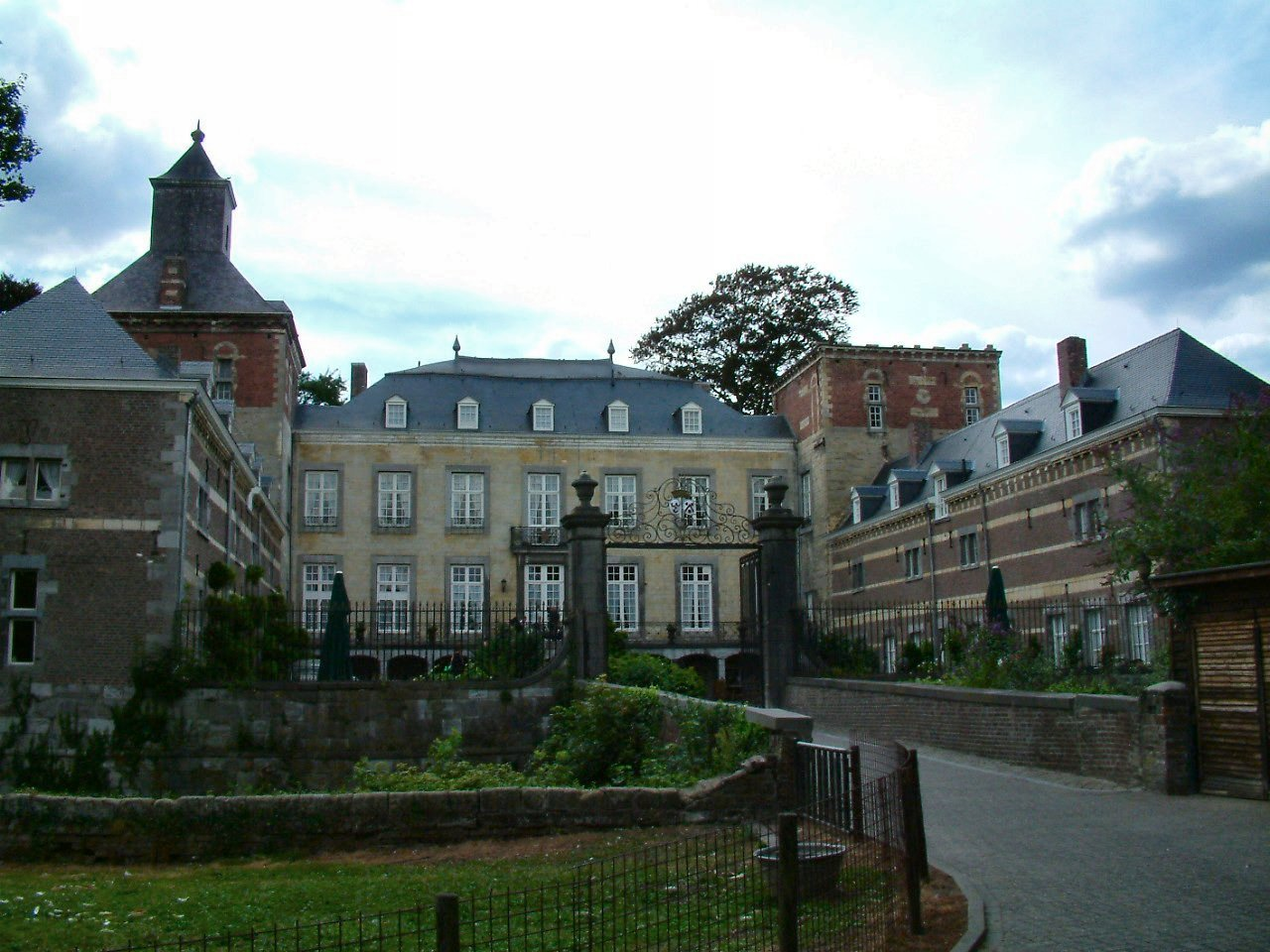
Hekwerk kasteel Borgharen
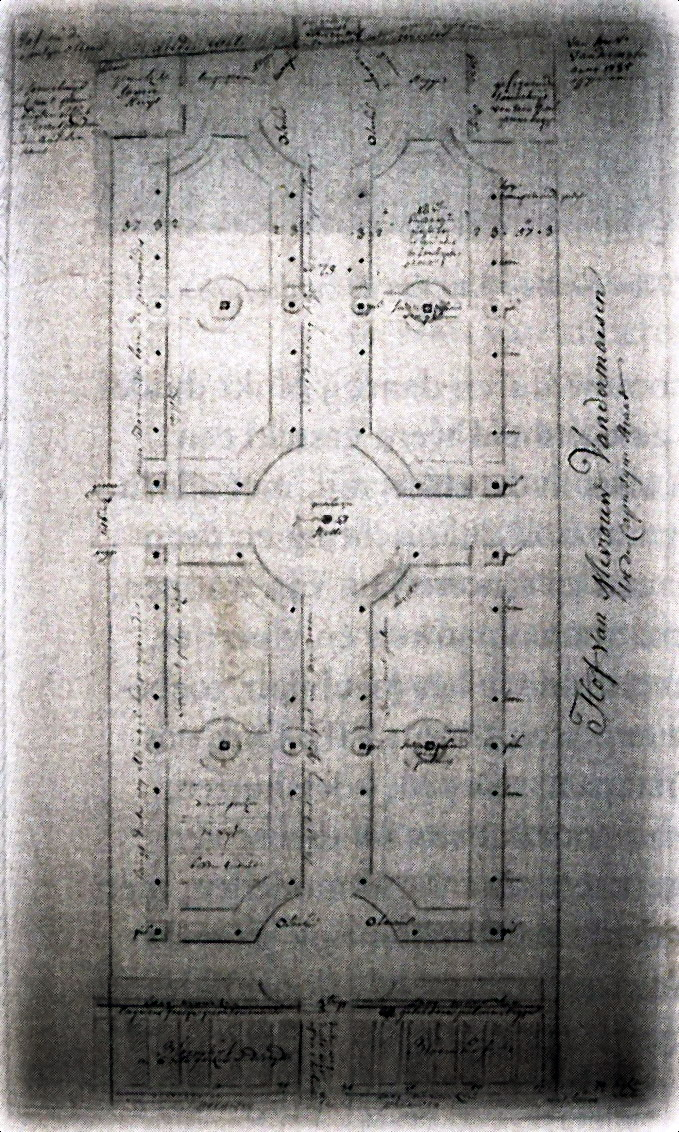
Tuinontwerp Franse stijl (1785?)
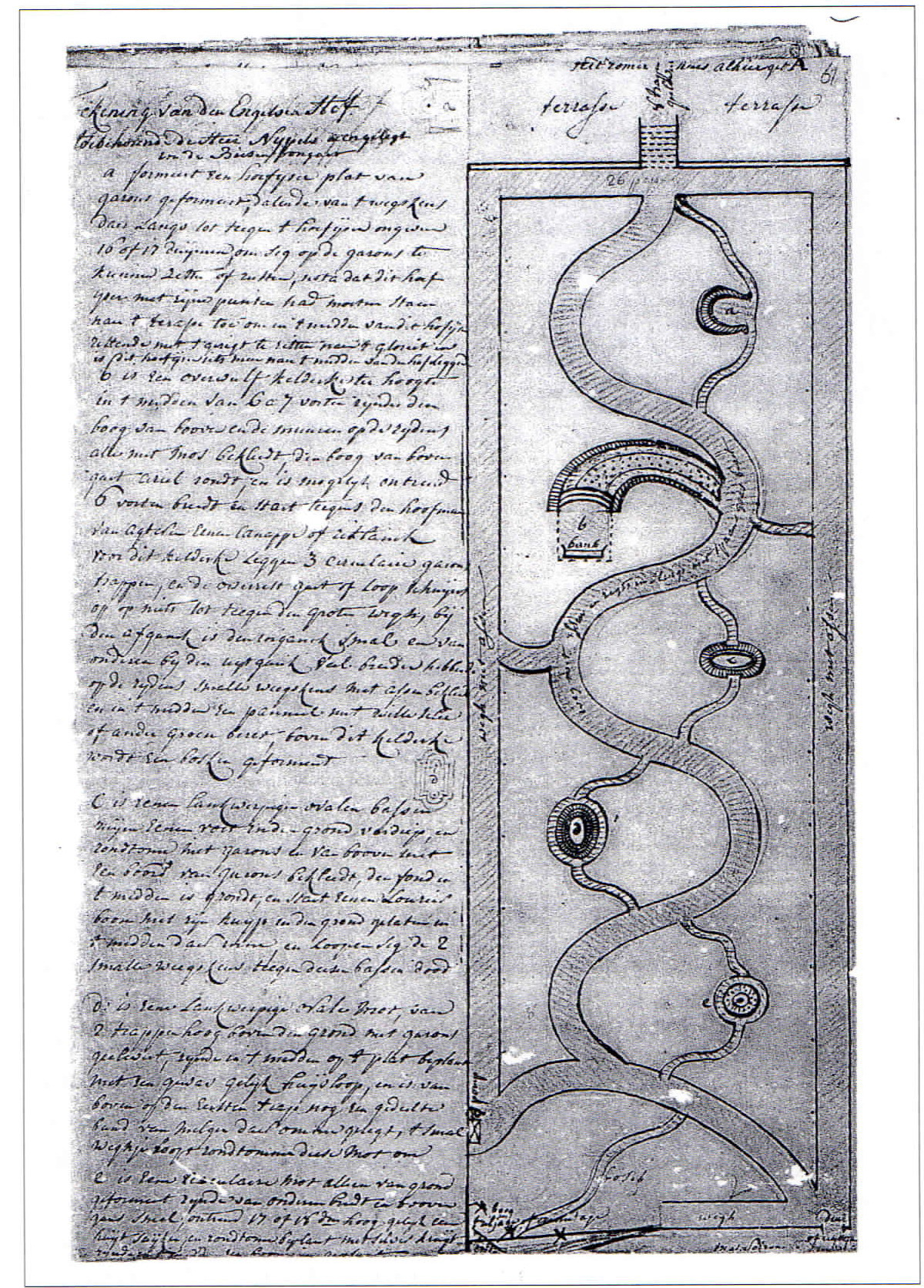
Tuinontwerp Engelse stijl (na 1800)
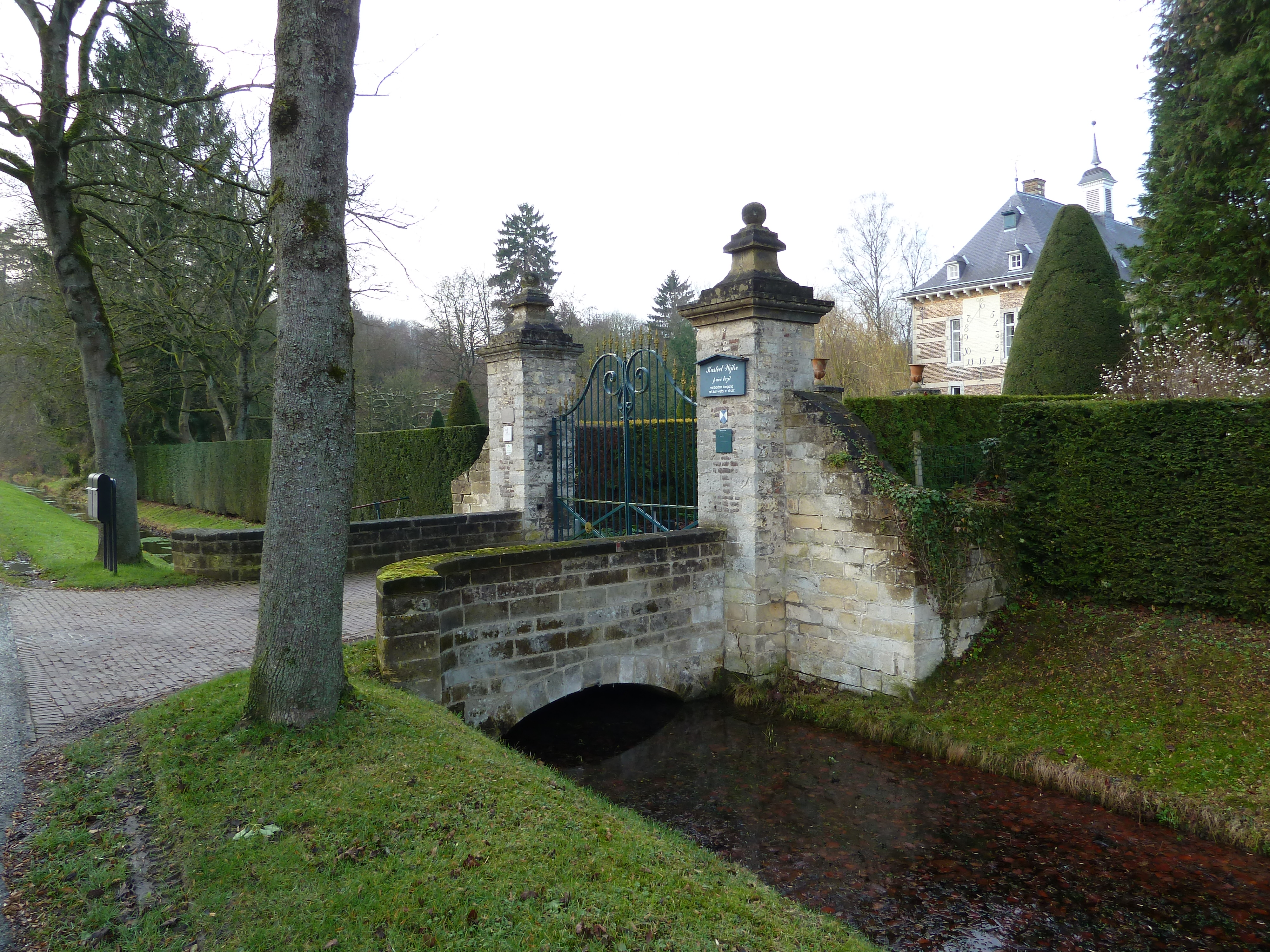
Kasteel Wijlre

- Biografisch Portaal: 08532217
- Gemeinsame Normdatei: 122678672
- International Standard Name Identifier: 0000 0001 2098 3196
- Nederlandse Thesaurus van Auteursnamen: 136427588
- RKD-Nederlands Instituut voor Kunstgeschiedenis: 276346
- Système universitaire de documentation: 255335172
- Union List of Artist Names: 500233695
- Virtual International Authority File: 901597
- WorldCat: E39PCjJBDDF6t7YD3vvrQcPpHd